# Anoectochilus rhombilabius
Anoectochilus rhombilabius är en orkidéart som beskrevs av Paul Ormerod. Anoectochilus rhombilabius ingår i släktet Anoectochilus och familjen orkidéer. Inga underarter finns listade i Catalogue of Life.